# Wilhelm Bartelmann
Wilhelm Bartelmann (ur. 1845, zm. 1930) – niemiecki wikliniarz i twórca wiklinowego fotela plażowego zwanego koszem (niem. Strandkorb, 1882 r.). Bartelmann nie opatentował swojego projektu, dlatego szybko został on wykorzystany przez innych przedsiębiorców, szybko zaczęły się także pojawiać modyfikacje oryginalnego projektu.